# Canzone italiana
La canzone italiana è un genere di canzone della penisola italiana.

## Storia
La storia della canzone italiana viene comunemente fatta iniziare dagli storici intorno alla metà del XIX secolo, con la pubblicazione di Santa Lucia di Teodoro Cottrau ed Enrico Cossovich: pur trattandosi di una traduzione di una barcarola originariamente scritta in napoletano, questo brano appare come il primo tentativo in assoluto di armonizzare (sia dal punto di vista della melodia, sia dal punto di vista del testo) la tradizione musicale colta con quella di matrice popolare.
A differenza di altri paesi, come la Francia (dove le radici del vaudeville derivarono dalla chanson del Cinquecento) o la Germania (con il suo particolare connubio fra musica e poesia, il lied), in Italia per molti anni si è mantenuta una netta separazione fra le composizioni derivanti dalla cosiddetta musica colta (come le romanze da salotto o le operette) e le canzoni popolari in dialetto. In particolare, le tradizioni musicali locali hanno avuto molta difficoltà a superare il proprio confine territoriale, con le significative eccezioni della canzone napoletana e, in forma molto minore, di quella romana e milanese. La separazione fra i due stili iniziò ad attenuarsi solo a cavallo fra XIX e XX secolo (anche con l'influenza del café-concert francese) e poté dirsi superata solo con la fine della prima guerra mondiale.

### Le tradizioni popolari pre-unitarie
La ricerca storica sulla musica popolare ha individuato più tipologie di canzonette e tradizioni lungo la penisola italiana, che possono essere suddivise in due grandi gruppi: la tradizione "gallo-italica" dell'Italia settentrionale, che ha forti influenze francesi e che è perlopiù basata sul canto sillabico e su «narrazioni cantate di singole vicende di carattere vario (tragico, amoroso, magico, ecc.)», e la tradizione dell'Italia centrale e meridionale, più legata al canto melismatico, con composizioni «di natura lirica, descrittiva, che lascia largo spazio alla soggettività dell'interpretazione», sebbene i temi e le parole varino di regione in regione.
La più antica canzone locale di cui si ha traccia è La donna lombarda, una composizione che lo storico Costantino Nigra fa risalire al V secolo e la cui genesi viene attribuita alla storia di Rosmunda, regina dei Longobardi che uccise suo marito Alboino per vendetta e per aiutare il suo amante Elmichi a usurpare (senza successo) il trono. Le prime tracce della tradizione centro-meridionale invece risalgono al XII-XIII secolo con La ienti de Sion, un'elegia giudeo-italiana che veniva solitamente intonata durante il digiuno di Tisha b'Av di probabile origine marchigiana, e Turiddu, chi si' beddu, chi si' duci, un'ottava siciliana molto probabilmente opera di un cantastorie e raccolta per la prima volta a Partinico.
Riguardo alle singole tradizioni, nel Nord Italia si va dal trallalero corale e di compagnia in Liguria ai canti narrativi delle zone di confine occitane e valdostane, dalle canzoncine legate a un personaggio o a un evento locale di Piemonte e Lombardia alle villotte del Triveneto ai canti popolari emiliani, legati alla tradizione della pianura Padana. L'Italia centrale è l'area dello stornello, che viene declinato in più forme in Toscana (dove viene chiamato rispetto), in Umbria e in Abruzzo (dove prende il nome di canzune o di canzune suspette, qualora assuma la forma di "dispetto" verso qualcuno), ma anche dei canti in ottava rima toscani, del canto corale il bei (tipico della zona del Monte Amiata e molto simile al trallalero ligure) e del vatocco polivocale delle Marche, dell'Umbria e dell'Abruzzo. Scendendo verso l'Italia meridionale, si va dal saltarello ballato tipico del basso Lazio, che si trasforma in tarantella in Campania e Puglia e in pizzica nel Salento, ai canti contadini lucano-calabresi, per finire ai canti dei carrettieri siciliani e alla varietà sonora della Sardegna, dai tenores barbaricini alla tasgia della Gallura, ai muttos, muttettos e battorina.

#### La canzone napoletana
Una delle prime testimonianze di canto popolare napoletano è il Canto delle lavandaie del Vomero, una prima forma di villanella (o "canto agreste") risalente all'incirca al XIII secolo. Il genere rappresentò un esempio di musica polifonica italiana, su cui si esercitarono vari compositori illustri come Orlando di Lasso, Claudio Monteverdi e Giulio Caccini e fu in seguito riadattato a un modo di cantare più popolare, assorbendo alcuni aspetti formali e stilistici dell'opera buffa del XVIII secolo e acquisendo l'accompagnamento di strumenti a fiato e a percussione. Altro grande filone della tradizione musicale meridionale è la tarantella, la cui nascita viene fatta risalire alla metà del XVII secolo in Puglia e che ebbe la sua definitiva consacrazione lungo il XVIII secolo proprio a Napoli.
È il XIX secolo, tuttavia, a segnare lo sviluppo della canzone napoletana come la conosciamo oggi, anche grazie al lavoro di recupero delle vecchie melodie (come Michelemmà, Cicerenella, 'O guarracino) svolto da Guglielmo Cottrau nella prima metà del secolo. Il definitivo passaggio alla forma moderna avvenne fra il 1835 e il 1839 con Te voglio bene assaje, scritta da Raffaele Sacco e la cui musica viene attribuita a Gaetano Donizetti: il successo del brano fu tale da far registrare la vendita di oltre 180.000 spartiti e da diventare una vera e propria ossessione, riportata da tutti i cronisti dell'epoca. Fu inoltre proprio grazie a questo brano che nacque la tradizione di presentare alla Festa di Piedigrotta le nuove canzoni dell'anno, in quella che poi con gli anni diventerà una vera e propria competizione musicale e che, dopo una breve sospensione dal 1861 al 1876, permetterà la consacrazione di successi come Funiculì funiculà, 'E spingule francese e 'O sole mio, ma anche dei loro autori più famosi come Francesco Paolo Tosti, Salvatore Di Giacomo, Mario Pasquale Costa, Salvatore Gambardella, Libero Bovio, Ernesto Murolo, Giovanni Capurro ed Eduardo Di Capua.

#### La canzone romana

Il "padre" della canzone romana moderna, Giggi Zanazzo.

Le prime tracce della canzone romana si hanno intorno al XIII secolo con un brano dal titolo Sonetto (anche conosciuto come Bella quanno te fece mamma tua), che diventerà poi proprio il nome dato dal popolo alla tradizione musicale romanesca. Il tipo di melodia che accompagna questa tradizione lungo i secoli «si è mantenuta senza cambiamenti essenziali e si può affermare che è l'unica che rappresenti incorrotta l'espressione del popolo romano», secondo il compositore Alessandro Parisotti.
Il 1890 è convenzionalmente ritenuto l'anno di nascita della canzone romana moderna, con la creazione di Feste di maggio (scritta da Giggi Zanazzo, considerato il padre della canzone romana moderna, e musicata da Antonio Cosattini) e resa pubblica in occasione del primo concorso di bellezza per giovani romane, istituito per celebrare i vent'anni dalla Breccia di Porta Pia. Il successo del brano destò interesse nell'ambiente artistico romano, al punto che nel 1891 gli editori Pietro Cristiano ed Edoardo Perino bandirono i primi due concorsi di canzoni romanesche. La tradizione del concorso si stabilì presto, legandosi alla Festa di San Giovanni (molto sentita dai Romani), e proseguì senza interruzioni fino allo scoppio della seconda guerra mondiale.

### Dal Risorgimento alla Prima guerra mondiale
L'evoluzione della canzone italiana proseguì su vari percorsi lungo il XIX secolo, sia nelle sue forme più "alte" e ricercate", sia nelle sue forme più popolari e dialettali. Per esempio, la diffusione e il trionfo dell'opera fra tutti i ceti sociali portò le arie più famose (quasi tutte scritte in italiano) sulla bocca di tutti, tanto da essere canticchiate come veri e propri brani musicali. Da questa moda derivò lo sviluppo della romanza, una forma operistica che poteva essere eseguita anche da una voce sola e che vide in compositori come Francesco Paolo Tosti, Ruggero Leoncavallo, Salvatore Gambardella, Luigi Denza e Michele Costa alcuni dei migliori esempi di produzione italiana. La romanza fu a suo modo una testimonianza del rapporto biunivoco fra la tradizione popolare e quella "alta", se non addirittura della «progressiva – ma rapidissima – diluizione dell'antico patrimonio musicale popolare [...] nei codici del melodramma e delle romanze da salotto». Il successo di alcune di queste opere fu anche aiutato dalla nascita delle tecniche di registrazione (innanzitutto su cilindro di cera e poi su dischi di ceralacca), che permisero la nascita di un vero e proprio mercato discografico, di cui Enrico Caruso fu una delle prime "star".
Contemporaneamente, l'esempio francese dei caffè-concerto o cafés chantants andava diffondendosi nei principali centri della penisola (Napoli, Roma, Trieste, Torino e Milano): se al settentrione l'influsso francese e austriaco era più forte, al Sud i locali musicali permisero una migliore diffusione della canzone di tradizione più popolare e in particolare della canzone napoletana. Al contrario però di quanto avveniva oltreconfine, dove si manteneva un certo equilibrio fra intrattenimento e gusto, in Italia gli spettacoli vennero quasi da subito incentrati su «un'immagine peccaminosa della bellezza femminile», sul doppio senso e la provocazione. È anche in questo contesto che, a Napoli nel 1875, nacque 'A cammesella, una riedizione di un'antica filastrocca popolare napoletana che racconta la pudicizia e le resistenze di una moglie alla prima notte di nozze (e che, a suo modo, fu anche il primo precursore dello spogliarello), mentre a Roma qualche anno più tardi Maria Borsa inventò e Maria Campi perfezionò la "mossa", esasperazione dell'oscenità dei gesti popolari.
Allo sviluppo e diffusione della canzone italiana contribuirono anche i tumultuosi avvenimenti politici dell'Ottocento, dai moti risorgimentali alle più tarde rivendicazioni socialiste e anarchiche da un lato e nazionaliste dall'altro. Anche qua si confermò il dualismo esistente fra un registro "alto", fatto di testi ricercati, con continui riferimenti letterari e forme retoriche un po' melodrammatiche, e un registro "popolare", più immediato e chiaro (e spesso con riferimenti alle fidanzate e alle mogli lasciate a casa). Al contrario di quanto si potrebbe immaginare, sia i canti patriottici e nazionalisti, sia quelli socialisti facevano perlopiù uso del registro "alto", con il risultato di suonare «più che retorici del tutto incomprensibili» alla parte più ampia della popolazione. Maggiore successo, infatti, ebbero altri testi più "semplici", come per esempio Garibaldi fu ferito o La bella Gigogin durante il Risorgimento, oppure Bandiera rossa verso la fine del XIX secolo.
Gli anni fra la Presa di Roma e il primo decennio del XX secolo furono segnati da due grandi eventi, che a loro volta lasciarono la loro traccia nelle canzoni popolari: l'esodo di milioni di italiani verso l'estero (in particolare dal Triveneto verso il continente americano), raccontato da Trenta giorni di nave a vapore e Mamma mia, dammi cento lire (che in America voglio andar), con testi che esprimevano tutto il dolore della condizione dell'emigrante, e le guerre coloniali che generarono un filone di canzonette che magnificavano lo sforzo militare o ricordavano i soldati caduti (Canto dei soldati italiani in Africa, La partenza per l'Africa, Ai caduti di Saati e Dogali). Furono però soprattutto le canzoni dedicate alla Guerra di Libia, di cui la più famosa resta A Tripoli, a diventare il tema più gettonato dei café chantant italiani.
Lo scoppio della prima guerra mondiale confermò ancora una volta il dualismo fra "canzone alta" e "canzone popolare": laddove le canzoni patriottiche, come La canzone del Piave, presentavano testi accesi pieni di espressioni letterarie ricercate, la vita di trincea e il dolore della lontananza da casa dei soldati venivano invece raccontate con testi dialettali o con forti inflessioni regionaliste, come 'O surdato 'nnammurato o Regazzine, vi prego ascoltare. Col proseguire del conflitto, tuttavia, si assistì all'adozione dell'italiano popolare come "lingua ufficiale" per le canzoni, sebbene talvolta ancora viziato da espressioni gergali o regionalistiche: è il caso dei canti alpini Quel mazzolin di fiori (che pur non avendo niente a che fare con la guerra, fu il più cantato dai soldati italiani) e La tradotta che parte da Torino (poi modificata in La tradotta che parte da Novara) o delle canzoni di aperta protesta contro lo sforzo bellico e i comandi militari, come O Gorizia, tu sei maledetta.

### Dal primo dopoguerra alla fine degli anni '20
Negli anni immediatamente successivi alla Grande guerra iniziò ad affermarsi la passione per il ballo e per i tabarin, ma è solo dopo la fine dello sforzo bellico e il ritorno alla pace che queste mode esplosero in tutta la loro forza: nonostante i tentativi di richiamo della Chiesa cattolica rispetto a «il male e il pericolo di certi divertimenti quali sono i balli e soprattutto quelli che oltrepassano i limiti della più elementare onestà e verecondia in teatri e in luoghi pubblici e privati», si affermavano nuove sonorità come il tango, il charleston, il foxtrot, la rumba, il ragtime e il jazz (anche grazie alla presenza delle truppe statunitensi alleate), mentre nelle zone rurali si diffondeva il liscio romagnolo di Carlo Brighi (e, più in là, di Secondo Casadei).
Mentre sui palchi dei tabarin appaiono i primi veri cantanti italiani come il dimesso e crepuscolare Armando Gill (Come pioveva), «la vamp più vamp delle scene italiane» Anna Fougez, il beffardo gentiluomo in frac, cilindro e voce baritonale Gino Franzi e la sua antitesi piccolo-borghese della canzone-feuilletton dei fratelli Gabrè e Miscel, la canzone napoletana si trasformava in sceneggiata (ossia si traeva un intero spettacolo teatrale dal testo di una sola canzone) e registrava un nuovo periodo di splendore (Reginella, 'O paese d' 'o sole, Core furastiero, 'E dduje paravise) che durerà, insieme a quello della canzone romana (L'eco der core, Barcarolo romano), fino allo scoppio della seconda guerra mondiale.
L'avvento del fascismo coincise all'incirca con la nascita della radio in Italia. A partire dalla prima trasmissione ufficiale dell'Unione radiofonica italiana (poi Ente Italiano per le Audizioni Radiofoniche) del 6 ottobre 1924, il nuovo mezzo di comunicazione divenne ben presto uno dei principali metodi di trasmissione di musica leggera nel Paese, anche perché la sua diffusione fu sostenuta dal regime. Tuttavia, il fascismo spesso impose la sua censura sulla programmazione, dal divieto di utilizzo di nomi o termini stranieri (sostituiti da «traduzioni che raggiungevano talvolta livelli di comicità involontaria degne del miglior avanspettacolo», come Luigi Braccioforte o Beniamino Buonuomo) a quello di mandare in onda determinati brani musicali "lesivi" dell'ordine nazionale e della dignità delle autorità civili, politiche e (dopo i Patti Lateranensi) religiose.
La musica (operistica o leggera) costituiva larga parte della programmazione radiofonica, dal momento che il regime aveva pienamente compreso la sua importanza nel veicolare messaggi di massa: ad andare in onda erano, oltre agli inni e alle canzoni di regime (Giovinezza, Inno degli studenti, Canto delle donne fasciste), anche canzoni leggere di impianto più tradizionale, con temi molto vicini al sentire del popolo (Mille lire al mese, I milioni della lotteria) o che propagandavano sottilmente le politiche fasciste per l'incremento demografico (Signorine, sposatevi, C'è una casetta piccola), ma del tutto simili musicalmente alle vere canzoni di evasione.

### Gli anni trenta e quaranta
Il cinema sonoro venne battezzato in Italia da La canzone dell'amore nel 1930 di Gennaro Righelli: la canzone al centro della storia d'amore fra i due giovani protagonisti, Solo per te Lucia, segnò anche il primo esempio di inclusione di brani musicali all'interno di un lungometraggio nel nostro Paese. Da qui, nasceranno due grossi filoni cinematografici che si svilupperanno lungo gli anni trenta e quaranta: quello "tradizionale", spesso interpretato da cantanti lirici che diventano attori, e quello "moderno", dove sono gli stessi divi del cinema a cimentarsi con la musica. In particolare, riguardo al secondo filone, vale la pena segnalare l'interpretazione canora di Vittorio De Sica in Gli uomini, che mascalzoni... del 1932, che sancì tanto il suo successo quanto quello del brano da lui intonato, Parlami d'amore Mariù.
Gli anni trenta segnarono anche la nascita delle grandi orchestre, in particolare quella dell'EIAR (1933), e l'arrivo dello swing in radio e nei locali da ballo, accendendo così per la prima volta in Italia lo "scontro" fra la tradizionale canzone italiana e quella "moderna" o "sincopata": Carlo Buti fu il principale interprete del filone che magnificava i tempi lenti della campagna rispetto a quelli frenetici della città (Reginella campagnola, Se vuoi goder la vita); il filone swing fu rappresentato da Natalino Otto (Mamma... voglio anch'io la fidanzata, Ho un sassolino nella scarpa), Alberto Rabagliati (Mattinata fiorentina, Ba ba baciami piccina), Luciana Dolliver (Bambina innamorata, Sono tre parole, Un'ora sola ti vorrei) e dal Trio Lescano (Arriva Tazio, Maramao perché sei morto?, Ma le gambe, Pippo non lo sa), così come dagli autori Alfredo Bracchi e Giovanni D'Anzi (Non dimenticar le mie parole, No, l'amore no) e Vittorio Mascheroni (Bombolo, Fiorin fiorello). Lo "scontro" si fece sentire anche sul lato delle grandi orchestre, soprattutto con il dualismo fra gli ottoni sincopati di Pippo Barzizza e le melodie classiche di Cinico Angelini.
Sebbene facilmente considerabili «fragili e ingenue» o dei semplici «tentativi di evasione dalla realtà», le canzoni leggere testimoniarono come «la canzone politica non prevalse mai su quella sentimentale e ludica» e come fosse il regime fascista a essere «schiavo dei gusti del pubblico» e incapace di influenzare più di tanto la creatività degli autori o anche solo il loro stile di esecuzione. Addirittura, in alcuni casi proprio queste canzoni «fragili e ingenue» vennero usate contro gli esponenti del regime: per esempio, Bombolo si riteneva fosse stata in realtà "dedicata" a Guido Buffarini Guidi, il ritornello di Maramao perché sei morto? fu utilizzato per "decorare" un monumento a Costanzo Ciano eretto a Livorno poco dopo la sua morte, mentre in Pippo non lo sa si intese vedere un riferimento ad Achille Starace.
Verso la fine degli anni trenta, si aggiunsero gli ultimi fuochi pre-bellici della canzone dialettale napoletana (Signorinella, Napule ca se ne va), romana (Quanto sei bella Roma, Chitarra romana) e milanese (La Balilla, Porta Romana), ma soprattutto le canzonette dedicate alla Guerra d'Etiopia e alla politica coloniale fascista, fra cui la più nota è sicuramente Faccetta nera (che fu più volte modificata su indicazione del Ministero della cultura popolare, perché troppo «fraternizzante con gli abissini» nella sua prima versione). Nel 1938 e 1939, inoltre, si tennero due Gare nazionali per gli artisti della canzone che registrarono un successo dirompente (oltre 2.500 partecipanti il primo anno e quasi 3.000 il secondo) e che permisero ai 14 vincitori di ciascuna edizione di potersi esibire con l'Orchestra Cetra di Pippo Barzizza sul programma radiofonico nazionale.
L'entrata in guerra dell'Italia portò a un inasprimento dei divieti e delle limitazioni riguardo musica, balli e teatri di rivista, in particolare con il bando degli autori ebrei (a causa delle leggi razziali fasciste) e il divieto totale di trasmettere jazz o altra musica statunitense, ma non interruppe la produzione musicale tout court. Anzi, proprio nei primi anni di guerra vennero pubblicati due dei più grandi successi degli anni quaranta: Mamma, interpretata da Beniamino Gigli nell'omonimo film del 1941, e Voglio vivere così, cantata da Ferruccio Tagliavini nel film dello stesso nome di Mario Mattoli del 1942. Nel 1940, nacque anche il Quartetto Cetra, la cui popolarità esplose definitivamente (dopo qualche cambio di formazione) nel 1947.
Con la caduta del fascismo, la radice popolare della Resistenza italiana si palesò immediatamente con l'adozione del canto, «cioè di una forma di comunicazione tradizionale propria delle classi socialmente subalterne», ma soprattutto con la fortissima relazione fra i  canti partigiani e quelli della tradizione italiana, da quelli locali (Bella ciao, La daré d' cola montagna, Il fiore di Teresina) a quelli di origine risorgimentale e della Grande guerra (Sul ponte di Perati), da quelli delle organizzazioni operaie e rivoluzionarie italiane e straniere (Fischia il vento) a quelli derivati dalle canzoni in voga e alle parodie vere e proprie in chiave antifascista dei canti fascisti (Badoglieide).
Furono invece la fine della guerra, l'invasione del jazz e del boogie-woogie, ma anche della rumba e della samba (arrivati con l'occupazione alleata della Penisola), l'influsso della musica francese di Yves Montand, Édith Piaf e Juliette Gréco e, soprattutto, la scarsità di risorse (fra cui la lacca per produrre i dischi) a imporre un deciso stop alla produzione musicale italiana. Nonostante il successo di In cerca di te, «sintesi della condizione umana nella quale vivevano molti italiani di allora», la canzone italiana perse improvvisamente slancio e si ritirò all'interno dei confini regionali: fra i principali successi di questi anni si ricordano Dove sta Zazà? di Cutolo e Cioffi, Tammurriata nera di E. A. Mario e Nicolardi, Munasterio 'e Santa Chiara di Galdieri e Barberis e Vecchia Roma di Ruccione e Martelli (quest'ultima contribuirà a far conoscere la potente voce che dominerà la musica italiana degli anni cinquanta: Claudio Villa).

### Gli anni cinquanta e la nascita dei grandi festival
Sebbene già a partire dal 1947 fossero nati i primi concorsi per la selezione di "voci nuove" (creati soprattutto per far ripartire un mercato discografico ancora azzoppato dalle disgrazie belliche), il 29 gennaio 1951 segnò l'inizio dei moderni festival di musica: è il giorno del primo Festival della canzone italiana, trasmesso in diretta via radio dal Salone delle feste del Casinò di Sanremo e presentato dallo storico conduttore radiofonico Nunzio Filogamo, con tre soli interpreti in gara (Nilla Pizzi, Achille Togliani e il Duo Fasano) che si alternavano nell'esibizione di venti canzoni inedite. Il Festival lanciò l'astro della Pizzi, che dopo aver vinto il primo festival con Grazie dei fiori, trionfò l'anno successivo con Vola colomba, «serenata popolareggiante» con tanto di riferimento alla situazione di Trieste, assicurandosi anche il secondo e terzo posto rispettivamente con Papaveri e papere e Una donna prega. Sanremo fu inoltre uno degli ispiratori del Gran premio Eurovisione della canzone europea, la cui prima edizione andò in onda da Lugano nel 1956.
Ancora una volta, si riproponeva al Festival lo scontro fra la retorica della canzone tradizionale italiana «che non esce di un millimetro dal solco Dio-Patria-Famiglia» (Vecchio scarpone, Sorrentinella, Berta filava, Il passerotto) e brani più "giovani" e scanzonati, come Canzone da due soldi (interpretata da Katyna Ranieri e che fu il primo vero successo discografico degli anni cinquanta, con circa 120 000 copie vendute in pochi mesi), o la già citata Papaveri e papere, che oggi è nota come una sottile presa in giro dei notabili della Democrazia Cristiana.
Nel 1952, nacque anche il Festival della canzone napoletana (vinto nella sua prima edizione da Franco Ricci e Nilla Pizzi), che però non raggiunse mai il livello di notorietà di Sanremo e fu anzi spesso funestato da polemiche e scandali. L'immagine della canzone napoletana fu comunque nuovamente rilanciata da interpreti molto differenti fra loro: da un lato, il capostipite dei "cantanti confidenziali" Roberto Murolo (Anema e core, Luna caprese, 'Na voce, 'na chitarra e 'o ppoco 'e luna), che condivise il ruolo di "depositario" della tradizione napoletana con Sergio Bruni (Vieneme 'n zuonno, Marechiaro marechiaro); dall'altro il dissacratore Renato Carosone con la sua band (originariamente composta da lui, dal batterista Gegè Di Giacomo e dal chitarrista olandese Peter Van Wood e che poi si trasformò negli anni in un sestetto). La band di Carosone si impose grazie alla collaborazione con Nisa nel 1956 con Tu vuò fà l'americano e poi successivamente con Torero, 'O sarracino, Caravan petrol e svariate riletture "alla Carosone" di brani altrui, come Chella llà di Aurelio Fierro, che a sua volta inaugurò l'innovativo filone della "canzone smargiassa", umoristica e leggera.
Interprete a cavallo fra canzone italiana e napoletana fu invece il già citato Claudio Villa, la cui carriera decollò intorno al 1952: il "reuccio della canzone italiana" vinse «tutto quello che c'era da vincere» (fra cui quattro Festival di Sanremo, un Festival di Napoli e tre dischi d'oro), fu acclamato sui palcoscenici di tutto il mondo e si mantenne "portavoce" della canzone melodica italiana anche quando iniziò il suo declino. Villa fu anche oggetto di innumerevoli polemiche per il suo comportamento a tratti tracotante, al punto da subire ben due "processi mediatici" sulla stampa (ottenendo, nel secondo, una "difesa" accorata da parte di Pier Paolo Pasolini).
Gli anni cinquanta segnarono anche l'affermazione della commedia musicale, evolutasi dal teatro di rivista e che contribuì a un'ulteriore sprovincializzazione di testi e musiche della canzone italiana. I principali esponenti di questo periodo furono gli autori Pietro Garinei e Sandro Giovannini (che diverranno noti semplicemente come "Garinei e Giovannini") e i compositori Gorni Kramer (già molto attivo nei decenni passati nel filone degli "innovatori") e Armando Trovajoli, che lanciarono nuovi attori e interpreti come Delia Scala, Isa Barzizza, Gianni Agus, Tina De Mola, Elena Giusti, Carlo Dapporto e Renato Rascel (quest'ultimo in particolare interprete di tantissimi brani di successo, fra cui Arrivederci Roma, composta da Rascel stesso con Garinei e Giovannini).

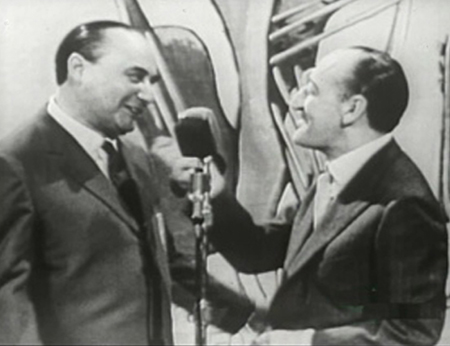
Mario Riva scherza con Totò durante una puntata de Il Musichiere.

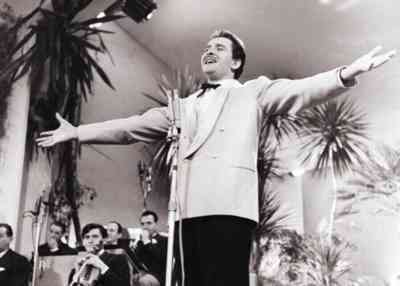
Domenico Modugno durante la sua esecuzione di Nel blu dipinto di blu al Festival di Sanremo 1958.

Contemporaneamente alla riscoperta del teatro, tornava la passione del pubblico per i locali serali (i night club), che lanciarono la carriera di nuovi interpreti che si ispiravano ai grandi esempi di Oltreoceano: oltre al già citato Carosone, è il caso di Peppino di Capri, a cavallo fra rivisitazione moderna della tradizione partenopea e una chiave rock piuttosto consistente (St. Tropez Twist, Nun è peccato); di Fred Buscaglione, che attraverso il suo personaggio da "duro con il cuore tenero" prende in giro un certo tipo di "filoamericanismo" e soprattutto il "machismo" dell'epoca, rivalutando pienamente lo swing come forma musicale (Che bambola!, Teresa non sparare, Eri piccola così); degli intrattenitori a metà fra jazz e "confidenzialità" come Nicola Arigliano, Bruno Martino e Fred Bongusto.
Anche la neonata televisione (1954) contribuì, al pari dell'arrivo dei dischi in vinile a 45 giri e a 33 giri e dei jukebox, a rivoluzionare l'ambito musicale: nel 1955 il Festival di Sanremo fu trasmesso in diretta radio-televisiva e nel 1957 andò in onda la prima vera trasmissione musicale della storia italiana, Il Musichiere (la sigla del programma, Domenica è sempre domenica, fu composta da Garinei e Giovannini e musicata da Kramer). Il successo di questo primo esperimento diede il via a una lunga serie di nuove trasmissioni a tema musicale, come Studio Uno e Canzonissima.
A differenza del ventennio fascista e nonostante gli sforzi degli "innovatori", a dominare gli anni cinquanta fu la melodia: «la gente ha bisogno di tranquillità e rassicurazioni, il pubblico è stanco della retorica fascista ma anche dello scontro fra ideologie», dunque la canzone non solo si adegua, ma «ha un ruolo molto rilevante per smuovere una realtà che sembra aggrappata solo al desiderio di dimenticare la guerra e avviare la ricostruzione». D'altronde, fino a quel momento «la canzone è "di Stato": la governano la radiofonia pubblica [...] e la sua controllata discografica, la Cetra, esattamente come avveniva durante il fascismo» ed erano ancora pochi gli esempi di successo al di fuori di questo perimetro, come le etichette Fonit (che pubblicava ancora il jazz di Natalino Otto, ma fu costretta alla fusione con la Cetra nel 1958) e Compagnia Generale del Disco (fondata da Teddy Reno e che aveva scritturato un altro jazzista "irregolare" come Lelio Luttazzi). Anche il Festival di Sanremo, a suo modo, ne risentì: «la canzone melodica e sentimentale [...] diventa una sorta di cliché della manifestazione e finisce con l'espellere o emarginare, almeno fino al 1958, brani e motivi vagamente anticonformisti» (laddove non ci pensò la censura a chiedere ritocchi «tali da garantire il rispetto della morale» alle canzoni).. In quegli anni, precisamente nel 1954 la Voce Del Padrone pubblica anche "Romagna mia", la canzone di Secondo Casadei che diventò presto popolare e molto amata anche dagli italiani all'estero. 
Fu solo con la fine del decennio che si intravidero i primi segni di un cambiamento epocale: il 18 maggio 1957 si tenne a Milano il primo "Festival italiano del rock and roll", che fece conoscere per la prima volta il "re degli ignoranti" Adriano Celentano e che vide la presenza sul palco dei rockers e degli "urlatori" Tony Renis, Little Tony, Betty Curtis, Tony Dallara, Clem Sacco e Ghigo Agosti; nel 1958 Domenico Modugno vinse in coppia con Johnny Dorelli il Festival di Sanremo con quello che diventò il suo più grande successo, Nel blu dipinto di blu (22 milioni di dischi venduti in tutto il mondo), Tony Dallara lanciò Come prima (poi divenuta la "canzone simbolo" degli "urlatori") e nacque la Dischi Ricordi, il cui primo 45 giri fu Ciao ti dirò di Giorgio Gaber e che sarebbe diventata, assieme alla RCA Italiana, una delle case discografiche dominanti nei decenni successivi; infine, nel 1959, a Lascia o raddoppia? si impose lo stile aggressivo di Mina, che inanellò da subito una serie di successi con Nessuno, Tintarella di luna e Una zebra a pois.

### Gli anni sessanta fra "continuità" e "rivoluzione"

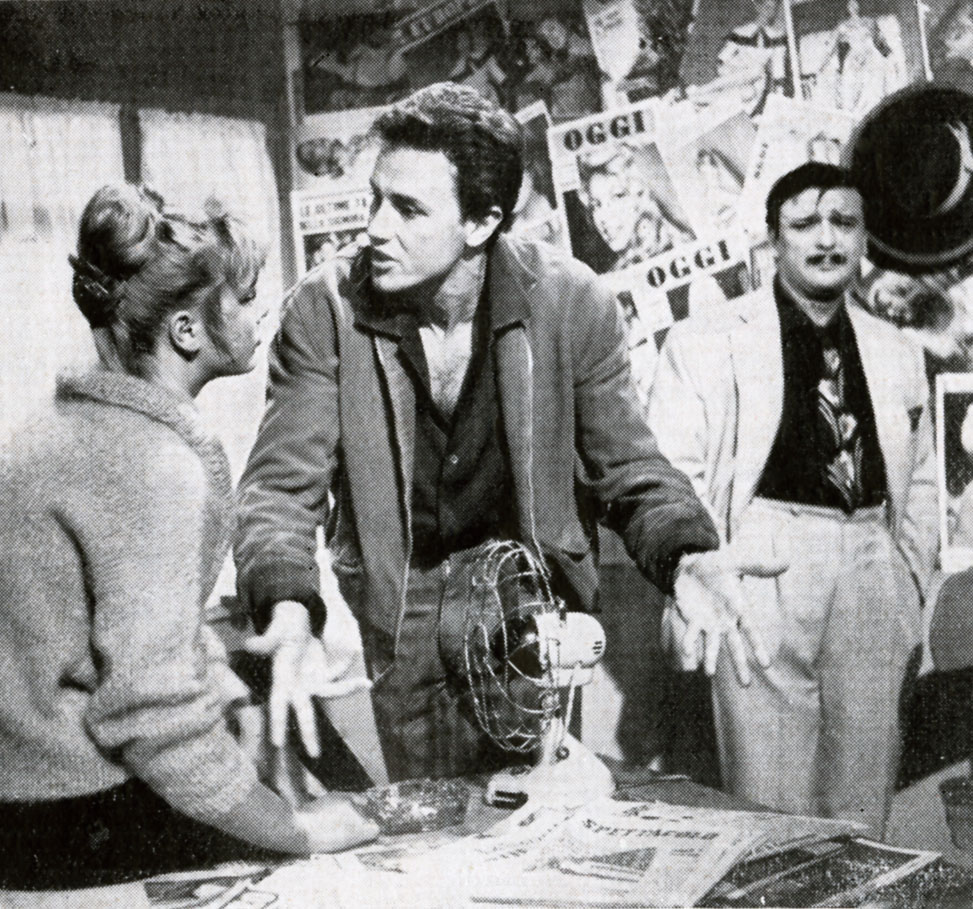
I "giovani" Elke Sommer e Anthony Steffen, con Fred Buscaglione sullo sfondo, ne I ragazzi del juke-box.

Con l'arrivo sulla scena degli "urlatori" e dei "ribelli", il fenomeno cinematografico dei "musicarelli", i film nati da (o per sostenere) un singolo di successo, si trasformò profondamente: si passò dalla versione "melodica" (come i film di Claudio Villa e Luciano Tajoli o anche Carosello napoletano, trasposizione cinematografica dell'omonima rivista teatrale) alla celebrazione della "rivoluzione musicale" degli "arrabbiati", testimoniata dal trittico I ragazzi del juke-box, Urlatori alla sbarra e I Teddy boys della canzone, dove pure non vengono lesinate punzecchiature alla Rai, alla Democrazia Cristiana e al mondo discografico, così come riferimenti espliciti a una sessualità più libera e decisamente più promiscua.
Mentre a teatro, il successo delle commedie musicali proseguì con i trionfi di Rugantino (sempre di Garinei e Giovannini, con musiche di Trovajoli e con interpreti del calibro di Aldo Fabrizi, Nino Manfredi, Toni Ucci, Bice Valori e Lea Massari, poi sostituita da Ornella Vanoni), Rinaldo in campo (con Domenico Modugno protagonista e autore delle musiche) e Aggiungi un posto a tavola (con Johnny Dorelli), i musicarelli raggiunsero il loro picco con la prolifica produzione di Ettore Maria Fizzarotti: realizzati nel giro di pochissime settimane, con un budget ridottissimo e con delle trame estremamente semplici, realizzavano degli incassi anche superiori al miliardo di lire, sfruttando la notorietà degli interpreti (Gianni Morandi, Bobby Solo, Caterina Caselli, Gigliola Cinquetti, Al Bano e Romina Power, Rocky Roberts) e delle loro canzoni (che spesso venivano utilizzate anche come titolo per il film).
Verso la metà del decennio, la nuova contrapposizione diventò quella fra l'infornata di giovanissimi cantanti, energetici come Gianni Morandi e Rita Pavone o più melodici come Gigliola Cinquetti, Al Bano, Orietta Berti e Massimo Ranieri, e l'ondata del beat inglese, rappresentata dalle "ragazze del Piper Club" di Roma Caterina Caselli e Patty Pravo e dai grandi complessi dell'epoca (Equipe 84, Nomadi, The Rokes, I Camaleonti, I Corvi, I Giganti, Dik Dik, Alunni del Sole).
Accanto agli urlatori, però, si moltiplicarono le correnti musicali: si andava dalla sperimentazione di nuovi formati e la ricerca del "realismo" delle Cantacronache e del suo "successore", Il Nuovo Canzoniere Italiano, al filone della canzone intellettuale (con gli esperimenti di Pier Paolo Pasolini, Giorgio Strehler, Paolo Poli, Laura Betti, Mario Soldati, Ennio Flaiano, Alberto Moravia, Alberto Arbasino), dalla "scuola genovese" dei cantautori anticonformisti ed esistenzialisti Umberto Bindi, Gino Paoli, Bruno Lauzi, Luigi Tenco e Fabrizio De André (a cui appartiene anche l'istriano Sergio Endrigo) a quella milanese, più ironica e surrealista (ma non meno malinconica), di Dario Fo, Giorgio Gaber, Enzo Jannacci, I Gufi, Nanni Svampa e Cochi e Renato, dal "poeta maledetto" Piero Ciampi alle grandi interpreti femminili come Ornella Vanoni, Milva e Iva Zanicchi e ai "cantanti da spiaggia" come Edoardo Vianello, Gianni Meccia, Nico Fidenco. Infine, nel 1966 si affermarono i Pooh (originariamente composti da Roby Facchinetti, Dodi Battaglia, Stefano D'Orazio e Riccardo Fogli, poi sostituito da Red Canzian) con il loro primo grande successo, Piccola Katy, mentre due anni dopo al Cantagiro esordì un altro gruppo di successo, i Ricchi e Poveri, con L'ultimo amore.
Coerentemente con la scena musicale, anche le trasmissioni radio-televisive e le competizioni musicali cambiarono profondamente: nel 1962 venne infatti lanciato il Cantagiro, una gara a tappe in giro per l'Italia dove i vari cantanti si affrontavano in scontri diretti davanti a vere e proprie giurie popolari, e nacque il Festival di Castrocaro, trampolino di lancio per decenni per molti nomi di rilievo; due anni dopo, fu la volta di Un disco per l'estate (che lanciò una serie di «rappresentanti di una canzone votata al consumo più diretto e immediato» come Mino Reitano, Los Marcellos Ferial, Jimmy Fontana) e del Festivalbar (quest'ultima fu la prima manifestazione musicale itinerante ad affidare il giudizio direttamente al pubblico); infine fra il 1965 e il 1966 nacquero le trasmissioni di Renzo Arbore e Gianni Boncompagni Bandiera gialla e Per voi giovani.
L'estrema varietà di sonorità del decennio contribuì al periodo d'oro del Festival di Sanremo, fatto di ospiti stranieri celebri e milioni di dischi venduti (tanto relativamente alle compilation delle singole edizioni, quanto alle vendite dei successi dei cantanti). A prevalere sul palco fu quasi sempre l'impianto melodico rispetto a quello "arrabbiato" o "rockettaro": basti pensare alle due vittorie di Gigliola Cinquetti al Festival del 1964 con Non ho l'età (con la quale trionfò anche al Gran Premio Eurovisione della Canzone dello stesso anno) e del 1966 con Dio, come ti amo, cantata in coppia con Domenico Modugno, inframezzate dalla vittoria di Bobby Solo al Festival del 1965 con Se piangi, se ridi. Dal lato del mercato discografico, invece, Il ragazzo della via Gluck di Adriano Celentano e Nessuno mi può giudicare di Caterina Caselli venderanno molte più copie delle canzoni vincitrici.
Il 1967 segnò un anno molto particolare per la musica italiana: nasceva il sodalizio artistico fra Lucio Battisti e Mogol, sancito dal successo di 29 settembre, originariamente cantata dall'Equipe 84; gli intenti "rivoluzionari" dei giovani conquistarono il palcoscenico di Sanremo 1967, sebbene in una versione estremamente edulcorata (Gianni Pettenati con La rivoluzione annunciava un nuovo futuro in cui «nemmeno un cannone / però tuonerà», mentre I Giganti con Proposta suggerivano «Mettete dei fiori nei vostri cannoni»); lo stesso festival fu poi scosso dall'improvviso suicidio di Luigi Tenco, la cui canzone Ciao amore, ciao (cantata in coppia con Dalida e che raccontava il disagio di un Paese che, nonostante il miracolo economico, aveva «ancora sacche paurose di povertà e di indigenza») non riuscì a entrare in finale; infine, Francesco Guccini e i Nomadi vennero svillaneggiati dal pubblico di un concerto di protesta contro la guerra del Vietnam (pur presentando uno dei loro più grandi successi, Dio è morto) perché ormai considerati "integrati nel sistema".
Era la fine della rivoluzione beat e dell'euforia del boom: con la strage di piazza Fontana e la morte di Giuseppe Pinelli (ricordata con La ballata del Pinelli e la Ballata per un ferroviere), la ricerca della spensieratezza adolescenziale a tutti i costi che dominarono la scena musicale del decennio lasciò il campo a un periodo rock «molto più torbido e notturno [che] esprime le ansie di una generazione che non smette di interrogare e di interrogarsi».

### Gli anni settanta
Gli anni settanta segnarono il passaggio a forme di esibizione più sperimentali, diverse dal semplice disco o dall'esibizione sul palcoscenico. È un decennio innanzitutto segnato dagli effetti della contestazione giovanile, del movimento del '68 e dell'Autunno caldo, così come dagli estremismi di sinistra e di destra degli anni di piombo: i cantanti più vicini alle istanze dei movimenti studenteschi e operai come Ivan Della Mea, Michele Straniero, Gualtiero Bertelli, Pino Masi, Giovanna Marini, Paolo Pietrangeli, Sergio Liberovici (molti dei quali provenienti o ancora parte de Il Nuovo Canzoniere Italiano) alimentavano la protesta "contro il sistema", mentre nei Campi Hobbit nasceva il filone della musica alternativa di destra, che attingeva da un lato ai temi della mitologia norrena e celtica e dall'altro al revisionismo storiografico di stampo neofascista, rappresentato da Leo Valeriano, Massimo Morsello (definito "il De Gregori nero"), gli Amici del Vento e la Compagnia dell'Anello.
L'estremizzazione dei toni portò molti dei cantautori a essere duramente contestati: gli appartenenti alla "scuola genovese", solo pochi anni prima «salutati come gli alfieri di una canzone diversa, nobile e rivoluzionaria», erano adesso «visti come timidi e borghesi chansonniers che ululavano alla luna e si spiavano i battiti del cuore», mentre in generale esibirsi dal vivo era diventato «un po' come lanciarsi spericolatamente in battaglia» a causa del clima piuttosto rigido imposto dai gruppi extraparlamentari. Il picco degli scontri si raggiunse fra il 1975, quando i due concerti a Roma e Milano di Lou Reed vennero interrotti al grido di «La musica si prende e non si paga!», e il 2 aprile 1976, quando Francesco De Gregori in occasione di un concerto al PalaLido di Milano fu circondato da contestatori di sinistra che lo accusavano di guadagnare ingaggi troppo alti e di non devolverli alla causa dei lavoratori.
Gli unici cantautori a salvarsi (in parte) dai fischi del pubblico furono il genovese Fabrizio De André e il reatino Lucio Battisti, «rispettivamente il poeta e il musicista», differenti in tutto, dallo stile musicale (inizialmente semplice e poi man mano sempre più sperimentale e sontuoso quello di De André; estremamente barocco con chitarre, fiati, clavicembali e violini per poi diventare minimalista con gli anni quello di Battisti) alla traiettoria pubblica (Battisti smise di tenere concerti nel 1970, De André iniziò a farli nel 1975). Discorso a parte va fatto per Francesco Guccini, dalla «poeticità più diretta e sanguigna», che non si considerò mai un vero e proprio "cantautore politico", ma che pure fu fortemente influenzato dalla canzone politica e dal Cantacronache (come testimoniò «la sua canzone-manifesto» La locomotiva o Primavera di Praga, dedicata agli avvenimenti della capitale cecoslovacca del 1968).

Lucio Dalla e Francesco De Gregori in concerto (1979).

Giorgio Lo Cascio, Francesco De Gregori e Antonello Venditti impegnati in sala di incisione (1975).

Fu solo a metà del decennio che i cantautori si smarcarono dalla politicizzazione, talvolta esprimendo dure critiche proprio «nei confronti delle esperienze del socialismo reale»: Giorgio Gaber, che all'inizio del decennio smise i panni del cantante leggero e si lanciò nell'esperimento del teatro canzone assieme all'amico Sandro Luporini con Il signor G, già a metà degli anni settanta prese duramente di mira il "movimento" «tra fischi e contestazioni anche violente» con gli spettacoli Libertà obbligatoria e Polli d'allevamento (specialmente con Quando è moda è moda); nel 1976 Roberto Vecchioni scrisse Vaudeville (ultimo mondo cannibale), dove fa esplicito riferimento all'incidente subito da De Gregori al PalaLido «utilizzando un sinistrese sessantottino fortemente caricaturale»; Guccini stesso scrisse nel 1974 «delle rabbie antiche non rimane che una frase o qualche gesto» (Canzone delle osterie di fuori porta) e poi nel 1978 che «a vent'anni si è stupidi davvero, quante balle si ha in testa a quell'età» (Eskimo); più in generale «fu il risveglio da un sogno che era diventato un incubo per tanti artisti che, spesso in perfetta buona fede avevano flirtato con la politica e i movimenti, rimanendone fatalmente imprigionati».
Esisteva però anche un'altra scena di cantautorato, stavolta non politico, composta da nomi molto differenti fra loro: Lucio Dalla, che dopo oltre un decennio di fiaschi, finalmente raggiunse il successo con 4/3/1943 e Piazza Grande e che si cimentò verso la fine del decennio in un tour di enorme successo con De Gregori; l'eccentrico pianista dal sapore jazz Paolo Conte, con le sue canzoni «di una provincia soporifera ma mai banale»; il polistrumentista Ivano Fossati, che passò dall'essere leader del gruppo hippy-misticheggiante Delirium all'esperienza solista; il "musicista totale" siciliano Franco Battiato, con i suoi testi pieni di metafore e rimandi. Questi quattro artisti condividono, tuttavia, alcuni tratti comuni, come l'essere nati artisticamente come musicisti, l'essersi approcciati alla scrittura solo più tardi (Dalla, Conte e Fossati), la passione per il viaggio e l'esotismo (Conte, Battiato e Fossati), ma soprattutto la capacità di individuare e aiutare nuovi artisti a emergere (Dalla fu il talent scout di Ron, Luca Carboni e Samuele Bersani, Battiato scoprì Alice e Giuni Russo, Fossati fu autore di innumerevoli canzoni per Patty Pravo, Mia Martini, Loredana Bertè, Anna Oxa, Fiorella Mannoia).
Il decennio vide anche un certo sviluppo della scena italiana del rock progressivo: le due principali formazioni, «destinate a spaccare il pubblico in opposte tifoserie, come da tradizione ciclistica», furono la Premiata Forneria Marconi e il Banco del Mutuo Soccorso, dietro cui emersero i "sinfonici" New Trolls, i "barocchi" Le Orme e I Califfi, gli "autoriali" Formula 3, i "sofisticati" Area e Stormy Six, il mix fra elettronica e melodia dei Matia Bazar e, verso la fine del decennio, il punk rock dei Gaznevada e il rock demenziale degli Skiantos. A cavallo fra rock progressivo e cantautorato si posero poi Eugenio Finardi, con la sua Musica ribelle, il «turnista di lusso» Ivan Graziani (Agnese dolce Agnese), e Gianna Nannini con il suo album d'esordio omonimo, dove si parlava apertamente di aborto e masturbazione, e successivamente con il singolo America.
A Roma, nel frattempo, si sviluppò una nuova scena musicale intorno al Folkstudio del produttore Giancarlo Cesaroni e ai "Giovani del Folkstudio" Francesco De Gregori, Antonello Venditti, Ernesto Bassignano e Giorgio Lo Cascio (i «quattro ragazzi con la chitarra e un pianoforte sulla spalla» di Notte prima degli esami), a cui poi successivamente si aggiunsero Mimmo Locasciulli e Rino Gaetano. Venditti e De Gregori produssero insieme un album, Theorius Campus, prima di intraprendere ciascuno la sua strada: il primo, con le sue canzoni dedicate a Roma, contribuì alla rinascita della canzone romana (in cui si inserì anche un giovane Franco Califano); il secondo ottenne il successo con Rimmel, che lo lanciò nel firmamento del cantautorato italiano. La RCA inaugurò invece un nuovo filone romantico con Claudio Baglioni (che fra il 1972 e il 1975 pubblicò vari successi come Questo piccolo grande amore, Amore bello, E tu... e Sabato pomeriggio), Riccardo Cocciante, Gianni Togni e il più trasgressivo Renato Zero.
Fra gli autori e gli interpreti "anomali" del decennio rientrano Roberto Vecchioni, professore di latino e greco che conquistò la fama con Luci a San Siro e L'uomo che si gioca il cielo a dadi (presentata al Festival di Sanremo 1973) e che raggiunse il successo discografico definitivo con l'album Samarcanda, le sorelle Mia Martini e Loredana Bertè (la prima inizialmente lanciatissima dai successi di Piccolo uomo e Minuetto, la seconda esplosa verso la fine del decennio con E la luna bussò) e Nada, che dopo aver vinto il Festival di Sanremo 1971, stupì tutti incidendo il disco Ho scoperto che esisto anch'io (composto da dieci canzoni di Piero Ciampi) e poi diventò anche attrice teatrale (Il diario di Anna Frank di Giulio Bosetti e L'opera dello sghignazzo di Dario Fo).
Anche la scena più propriamente dialettale dimostrò una certa dinamicità con il "menestrello folk" Angelo Branduardi, la Nuova Compagnia di Canto Popolare, il Canzoniere del Lazio, la testaccina Gabriella Ferri, il bolognese Dino Sarti, il liscio di Raoul Casadei e la sarda Maria Carta. Fu Napoli, tuttavia, a confermarsi terreno privilegiato per la nascita di nuovi sound con il jazz di James Senese, il rhythm & blues e il funk di Enzo Avitabile, la batteria di Tullio De Piscopo, la fusione fra blues e canzone napoletana di Pino Daniele, quella fra folk, jazz e rock di Teresa De Sio, il rock anticonformista di Eugenio Bennato, il rock progressivo degli Osanna e dei Napoli Centrale, ma anche del recupero della sceneggiata napoletana con Pino Mauro, Mario Trevi e soprattutto Mario Merola.

### Gli anni ottanta
Il 1980 si aprì con la crisi della disco music e dei cantautori, che portò con sé un breve ma sentito crollo del mercato discografico, in parte superato con la riscoperta dei festival (in primis quello di Sanremo) come mezzo di divulgazione discografica e in parte con l'arrivo del walkman e dei nuovi supporti portatili (la musicassetta prima e il compact disc poi).

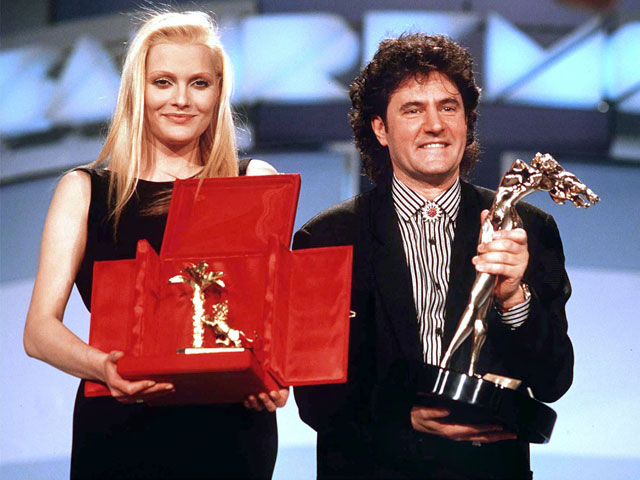
Anna Oxa e Fausto Leali che vincono il Festival di Sanremo 1989.

Dal punto di vista musicale, si registrò innanzitutto il ritorno di due "vecchie glorie" come Gino Paoli (Una lunga storia d'amore, Quattro amici) e Gianni Morandi (redivivo dopo la crisi del decennio precedente con Canzoni stonate) e una sorta di trasformazione del cantautorato, inaugurata da Finardi nel decennio precedente, verso una chiave più rock, con testi più grezzi e spontanei e il rifiuto di parlare dell'amore in termini romantici o sdolcinati. Si inseriscono in questa corrente interpreti come Gianna Nannini (che confermò il suo successo con i singoli Fotoromanza e Bello e impossibile, in cui mescolava krautrock, elettronica e romanza), Vasco Rossi (che raggiunse la notorietà con Vita spericolata, presentata al Festival di Sanremo 1983) e Zucchero Fornaciari (che si affermò definitivamente con l'album Oro, incenso e birra). A questo si affiancò il filone pop punk di Donatella Rettore (Splendido splendente, Kobra e Donatella), di Ivan Cattaneo (Polisex), di Alberto Camerini (Rock 'n' roll robot, Tanz bambolina), dei Decibel di Enrico Ruggeri (Contessa), dei Kaos Rock di Gianni Muciaccia e della Kandeggina Gang di Jo Squillo e quello della new wave italiana, da cui emersero i Litfiba, i Gang e i CCCP - Fedeli alla linea.
Gli anni ottanta segnarono anche la transizione verso la musica pop, innanzitutto con il successo di Eros Ramazzotti (che vinse fra le "nuove proposte" di Sanremo 1984 con Terra promessa e poi vinse il Festival di Sanremo 1986 con Adesso tu) e Fiorella Mannoia, il ritorno di Mia Martini con Almeno tu nell'universo, la carriera da solista di Enrico Ruggeri e una lunga serie di interpreti più "leggeri" (molti dei quali scoperti verso la fine del decennio precedente) come Amedeo Minghi, Mietta, Paola Turci, Toto Cutugno, Pupo, Anna Oxa, Alice, Marcella Bella, Mango, Fausto Leali, Eduardo De Crescenzo, Marco Ferradini, Fabio Concato, Viola Valentino, Luca Barbarossa, Mariella Nava.
Un discorso particolare merita la piazza bolognese, piuttosto attiva in questo decennio: il tour Banana Republic, legato all'album omonimo di Dalla e De Gregori, lanciò la carriera di Ron (Una città per cantare), degli Stadio (Chiedi chi erano i Beatles) e di Luca Carboni (che iniziò come autore proprio per Ron e gli Stadio, mettendosi poi in proprio nel 1984 con ...intanto Dustin Hoffman non sbaglia un film), all'Osteria delle Dame muovevano i loro primi passi i cantanti folk "d'autore" Pierangelo Bertoli e Claudio Lolli, mentre si facevano notare anche il romantico "bolognese d'adozione" Biagio Antonacci e il giovane cantautore Samuele Bersani.
Ci fu anche un ritorno del genere "balneare" (sebbene macchiato da una venatura "catastrofista"), guidato dai Righeira con Vamos a la playa e dal Gruppo Italiano con Tropicana, un timido affacciarsi della scena rap italiana con Jovanotti e il suo primo album Jovanotti for President, la musica strumentale dei Rondò Veneziano e Stephen Schlaks nonché l'evoluzione della scena dance con i 49ers e i Black Box.

### Gli anni novanta e il trionfo del pop

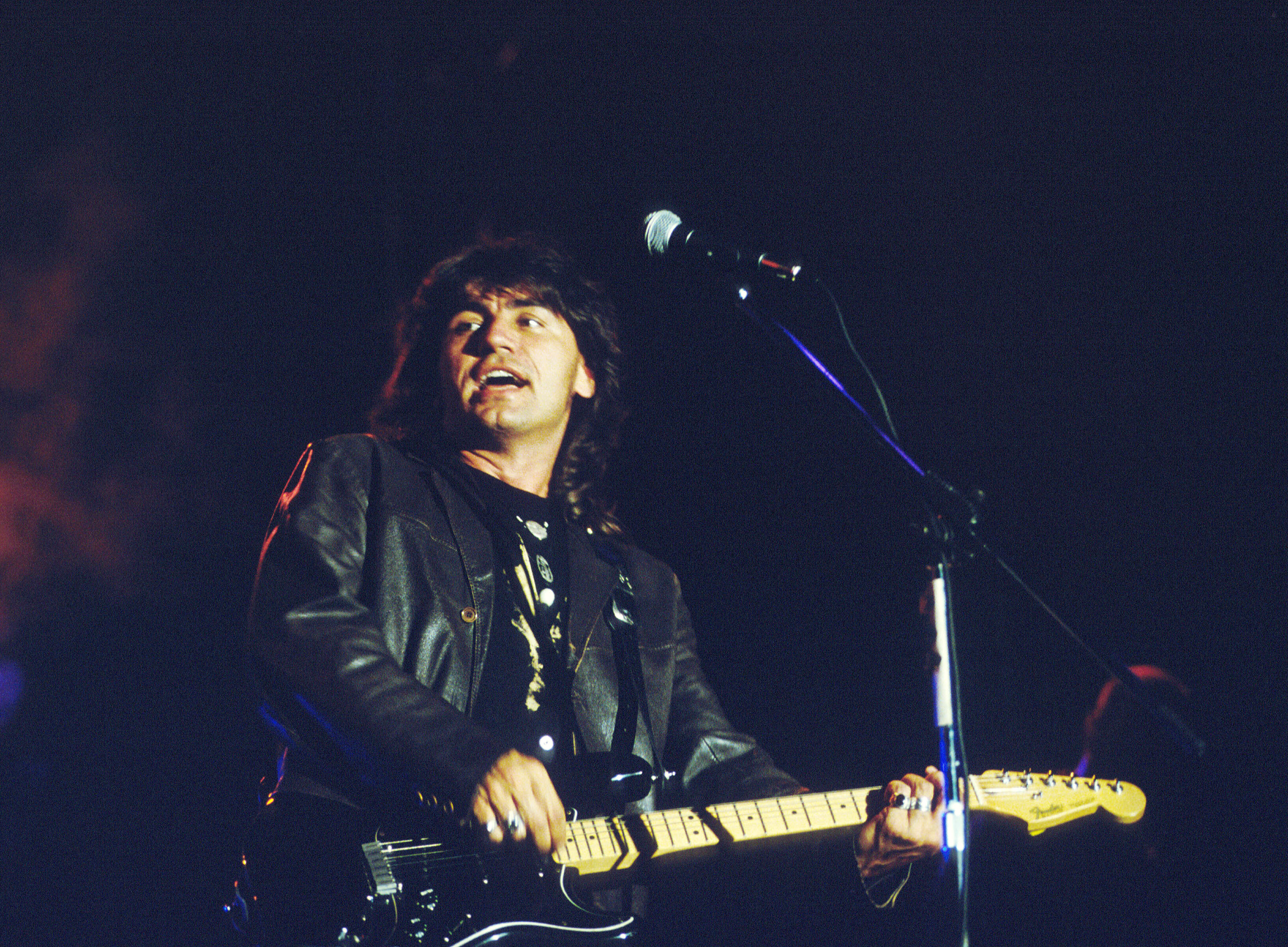
Luciano Ligabue in concerto.

La fine del XX secolo testimoniò l'adeguamento della musica italiana agli standard pop internazionali, da un lato determinando la «sprovincializzazione della nostra realtà musicale» ma dall'altro provocando «una progressiva cancellazione delle caratteristiche stilistiche della nostra canzone», con effetti anche sulla canzone d'autore «che sempre di più si va allineando alle forme del pop fino a rendere difficile distinguere i due terreni»: prova ne sono i successi di Attenti al lupo di Lucio Dalla, Benvenuti in paradiso di Antonello Venditti e di Viva la mamma di Edoardo Bennato, così come più in generale la classifica dei singoli più venduti della prima metà degli anni novanta, «un ricettacolo della canzone melodico-sentimentale [...] e di brani allegramente disimpegnati». A dominare questo scenario sono interpreti come Riccardo Cocciante, Amedeo Minghi e Mietta, Francesca Alotta e Aleandro Baldi, Marco Masini, Paolo Vallesi, Luca Carboni, Biagio Antonacci, Francesco Baccini e i Ladri di Biciclette, ma anche i "pupilli" dell'ex-disc jockey e poi produttore Claudio Cecchetto, ossia Jovanotti e gli 883. In particolare il gruppo di Max Pezzali e Mauro Repetto segnò «una "mutazione" in senso pop della melodia fatta in Italia», malgrado il successo dei loro brani si concentrò perlopiù nel mondo giovanile.
A distinguersi in questo periodo furono tuttavia le voci femminili, su tutte Laura Pausini, che si impose da subito con il singolo di debutto La solitudine (con la quale vinse la Sezione giovani del Festival di Sanremo 1993) e Strani amori (terza a Sanremo 1994) per poi ottenere un enorme successo in tutto il mondo (soprattutto in America Latina), e Giorgia, che si affermò con i singoli di successo E poi, Come saprei (vincitrice del Festival di Sanremo 1995) e Strano il mio destino e poi proseguì la sua carriera con numerosissime collaborazioni (Pino Daniele, Luciano Pavarotti, Lionel Richie, Herbie Hancock) e una virata negli anni duemila su sonorità più black. Altre interpreti di successo degli anni novanta furono Irene Grandi, Marina Rei, Ivana Spagna, Tosca (che condivise con Ron la vittoria a Sanremo 1996), le interpreti più autoriali Cristina Donà e Ginevra Di Marco, ma soprattutto Elisa, che iniziò la sua carriera cantando in inglese in Pipes & Flowers per poi adottare per la prima volta l'italiano con Luce (tramonti a nord est), con la quale trionfò al Festival di Sanremo 2001.
A partire dalla metà degli anni novanta, si riaffacciò una nuova generazione di cantautori con Massimo Di Cataldo, Alex Britti, Niccolò Fabi, Max Gazzè, Carmen Consoli, Vinicio Capossela, Samuele Bersani e Daniele Silvestri, a cui si aggiunse la Piccola Orchestra Avion Travel, premio della critica a Sanremo 1998 con Dormi e sogna e vincitori a Sanremo 2000 con Sentimento. Altri artisti degni di nota furono Alex Baroni (che si fece conoscere con i due successi sanremesi Cambiare e Sei tu o lei (Quello che voglio)), Andrea Bocelli (che vinse la categoria "Nuove proposte" del Festival di Sanremo 1994 con Il mare calmo della sera e che raggiunse la definitiva consacrazione con Con te partirò l'anno successivo) e Davide Van De Sfroos (con il suo mix fra musica country e dialetto laghée).
In ambito rock, Luciano Ligabue si affermò definitivamente con Buon compleanno Elvis, mentre ai gruppi di maggiore successo, oltre ai Litfiba e al Consorzio Suonatori Indipendenti (nato dalle ceneri dei CCCP), si aggiunsero anche gli Afterhours, i Subsonica e i Marlene Kuntz. La sperimentazione sulla scena rock fu notevole, andando dagli alternative Negrita, Timoria e Üstmamò al punk dei Prozac+, dagli autoriali La Crus, Têtes de Bois, Bluvertigo, Marta sui Tubi e Tiromancino al folk rock di Modena City Ramblers, Banda Bassotti, Bandabardò e Mau Mau.
Il decennio vide anche la nascita di una vera scena rap, innanzitutto con Batti il tuo tempo dei romani Onda Rossa Posse e poi con Frankie hi-nrg mc, gli Articolo 31, i Sottotono, i 99 Posse, gli Almamegretta, Neffa con Aspettando il sole e Er Piotta, così come di una scena ska e reggae con Bisca, Sud Sound System, 24 Grana, Pitura Freska e Africa Unite. Anche la scena dance fu molto attiva, in particolare con Robert Miles (Children) e Alexia, che si fece conoscere con vari progetti internazionali (fra cui Ice MC con cui pubblicò Think About the Way) per poi inaugurare una carriera solista (Fan Club).
Sul fronte della canzone napoletana, Gigi D'Alessio si affermò come «capofila dei neomelodici napoletani» con l'album Passo dopo passo e con il film Annaré. In ultimo, continuò la popolarità della musica demenziale con Francesco Salvi, Giorgio Faletti, David Riondino, Marco Carena, Dario Vergassola, ma soprattutto con il gruppo che le ha fatto raggiungere il grande successo (e il palco di Sanremo): Elio e le Storie Tese.

### Il XXI secolo
Il cambio di secolo porta con sé varie innovazioni in ambito discografico e non: dal punto di vista musicale, dopo il folk e il rap, è il turno della "riscoperta" dell'elettronica, del jazz e della classica; dal punto di vista della nascita di nuovi artisti, invece, prevalgono il Festival di Sanremo (e la sua sezione giovani) prima e i talent show (come Amici di Maria De Filippi e X Factor) poi sul filtro delle case discografiche, sintomo di una "nuova stagione" che celebra «il trionfo dell'interprete sull'autore» e dove «gli interpreti, ancora una volta non le canzoni, emergono come in una lotteria dove chi azzecca il biglietto giusto sbanca e conquista il successo».

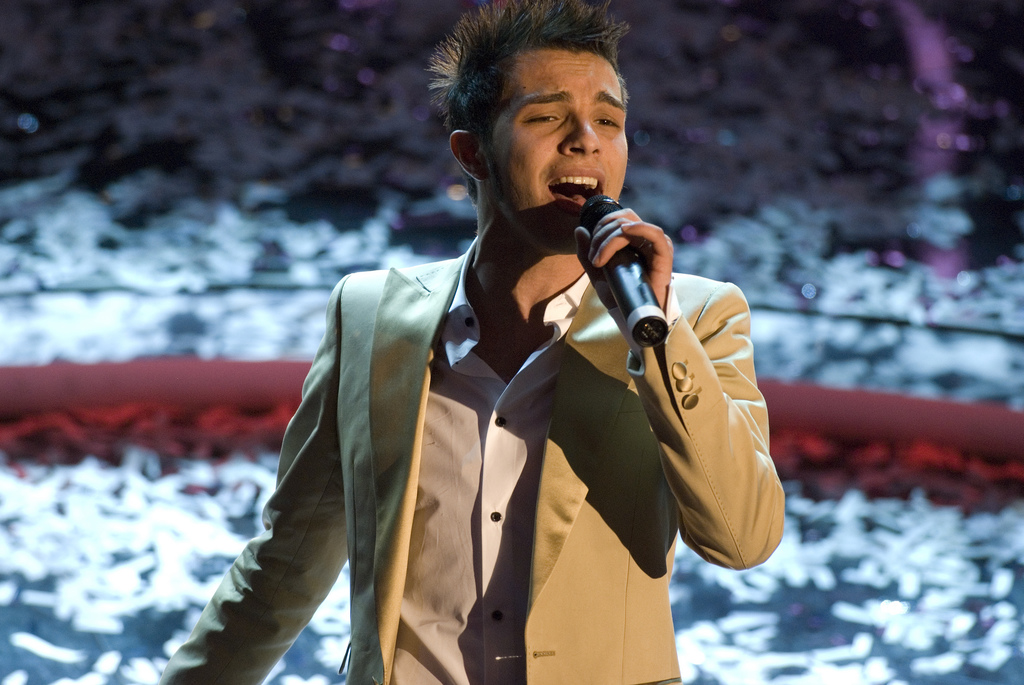
Marco Carta, vincitore del Festival di Sanremo 2009

Lungo tutti gli anni duemila, Sanremo funge da trampolino di lancio per (ed è stato spesso vinto da) interpreti come Dolcenera (fra i vincitori di Destinazione Sanremo nel 2002), Povia (vincitore dell'edizione 2006), Francesco Renga (ex-Timoria, vincitore dell'edizione 2005), Giò Di Tonno e Lola Ponce (vincitori dell'edizione 2008), Arisa (vincitrice di SanremoLab 2008, della sezione Proposte di Sanremo 2009 e del Festival di Sanremo 2014), Paolo Meneguzzi, Irene Fornaciari e Sonohra (vincitori della sezione Giovani di Sanremo 2008). Già con il Festival di Sanremo 2009, con la vittoria di Marco Carta (vincitore della settima edizione di Amici nel 2008), si nota una "saldatura" fra «i nuovi "palcoscenici" della canzone virtuale» e «la madre di tutti i palchi della canzone italiana», confermata dalla vittoria a Sanremo 2010 di Valerio Scanu (finalista dell'ottava edizione di Amici nel 2009), ma anche dalla partecipazione di cantanti prodotti dai talent come Karima (finalista della sesta edizione di Amici nel 2007), Giusy Ferreri (finalista della prima edizione di X Factor nel 2008), Noemi (partecipante alla seconda edizione di X Factor nel 2009), Marco Mengoni (vincitore della terza edizione di X Factor nel 2010 e del Festival di Sanremo 2013), Emma Marrone (vincitrice della nona edizione di Amici nel 2010 e del Festival di Sanremo 2012), Francesca Michielin (vincitrice della quinta edizione di X Factor nel 2012 e seconda al Festival di Sanremo 2016) e così via.
Il filone del cantautorato mantiene comunque una propria vitalità, come testimoniano Sergio Cammariere (che raggiunge il successo con l'album Dalla pace del mare lontano e il brano Tutto quello che un uomo, col quale raggiunge il terzo posto a Sanremo 2003), l'anticonformista e sensibile Tricarico (diventato famoso con Io sono Francesco e poi vincitore del Premio della critica a Sanremo 2008 con Vita tranquilla), il paroliere Pacifico (noto anche per Le mie parole, di cui poi Samuele Bersani farà una cover, e le sue collaborazioni nel cinema e con Adriano Celentano e Frankie hi-nrg mc), Simone Cristicchi e il suo rilancio del teatro canzone (vincitore di Sanremo 2007 con Ti regalerò una rosa), Fabrizio Moro (vincitore della sezione Giovani del Festival di Sanremo 2007 con Pensa) e l'originale L'Aura (diventata famosa con i singoli Irraggiungibile e Basta!).

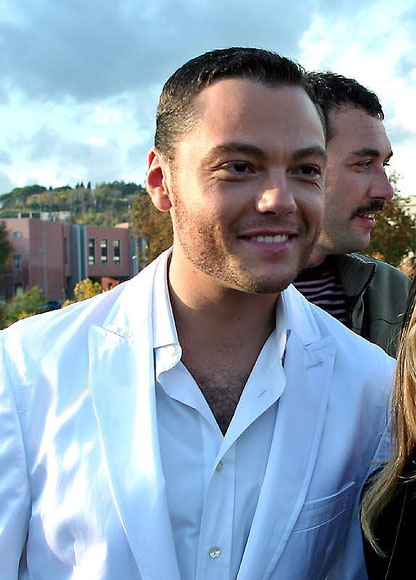
Tiziano Ferro (2006)

Passando al pop melodico, su tutti si segnalano Tiziano Ferro, che si fa conoscere con il singolo Xdono e poi raggiunge il successo in Italia e nel mondo con gli album 111 e Nessuno è solo, mettendo a segno anche alcune collaborazioni di prestigio (Robbie Williams, Mina, Franco Battiato, Ivano Fossati, Laura Pausini), e Anna Tatangelo, che vince la sezione Giovani del Festival di Sanremo 2002 con Doppiamente fragili e poi la categoria Donne dell'edizione 2006 con Essere una donna. A metà fra dance e melodia si pone Alexia, che abbandona l'inglese per l'italiano e mette a segno due ottimi risultati a Sanremo, arrivando seconda all'edizione 2002 con Dimmi come... e poi vincendo l'edizione successiva con la ballata soul Per dire di no. Verso la fine degli anni duemila, si fanno conoscere poi altre due interpreti femminili: la raffinata ed elegante Malika Ayane (che arriva al successo con Come foglie, presentata nella sezione Giovani di Sanremo 2009) e la cantante soul Nina Zilli (premio della critica nella sezione Nuove proposte per L'uomo che amava le donne).
Sul fronte dei gruppi si segnalano il beat revival de Le Vibrazioni, gli scanzonati Velvet, gli eclettici Quintorigo, i melodici-letterari Baustelle, i salentini Negramaro e i gruppi più rivolti ai teenager Finley e Zero Assoluto. La scena rap invece vede la consacrazione del provocatore surreale Caparezza (già attivo negli anni duemila come Mikimix) con Verità supposte e il politicamente scorretto Fabri Fibra. In ultimo, si assiste alla riscoperta della scena jazz, con i pianisti Stefano Bollani e Danilo Rea, il sassofonista Stefano Di Battista, le interpreti Nicky Nicolai, Chiara Civello e Amalia Gré e il cantante soul Mario Biondi, e l'inedito territorio sonoro a metà fra classica e pop elettronico di Ludovico Einaudi e Giovanni Allevi.